# Panik på kliniken
Det stannar i familjen eller Panik på kliniken (originaltitel: It Runs in the Family) är en engelsk fars av Ray Cooney. En första version av pjäsen hade premiär på Yvonne Arnaud Theatre i Guildford 1987. Vid nypremiären i London 1992 var pjäsen delvis omskriven. Däremellan spelades den bland annat i Stockholm.

## Handlingen
Handlingen kretsar kring doktor Mortimer, överläkare på ett sjukhus. Han ska hålla tal på en stor läkarkongress samma dag som hans gamla älskarinna dyker upp och vänder upp och ner på hans tillvaro. Med hjälp av sin trofaste kollega dr Bonney försöker han reda ut en allt mer komplicerad härva av sanningar och lögner. I persongalleriet finns bland annat en nitisk översköterska och en äldre förvirrad man.

## Uppsättningar i Sverige
Som första teater utanför England spelades Det stannar i familjen på Folkan i Stockholm 1988. Sven Lindberg sågs som överläkaren och Björn Gustafson som hans förvirrade kollega. I ensemblen sågs också Inga Gill som översköterskan och Stig Grybe som Leslie, den förvirrade mannen. Översättningen gjordes av Sven Melander.
Hagge Geigert valde att kalla farsen för Panik på kliniken när han satte upp den på Lisebergsteatern i Göteborg 1993. Geigert bearbetade manuset och lät handlingen utspelas på Sahlgrenska i Göteborg. Här fanns Puck Ahlsell i huvudrollen som överläkaren och Ulf Dohlsten som hans kollega. Laila Westersund firade triumfer i rollen som senil 85-årig man. Mona Seilitz gjorde den nitiska sjuksköterskan. Göteborgsuppsättningen sändes i SVT 1994. 
Även Värmlandsteatern har haft farsen på sin repertoar. Huvudrollen spelades av Michael Segerström, regisserade gjorde Johan Fält. 
Sommaren 2023 spelas pjäsen under titeln Pappor på prov på Krusenstiernska teatern i regi och översättning av Edward af Sillén. Huvudrollerna görs av Thomas Petersson, Ola Forssmed och Sussie Eriksson.